# Christian (leeuw)
Christian was een leeuw die in 1969 geboren werd in een dierentuin in Devon in Groot-Brittannië. Nog als welp, eind 1969, werd hij in het warenhuis Harrods in Londen verkocht. Na een jaar werd de leeuw te groot en besloten de eigenaren, John Rendall en Anthony "Ace" Bourke, aan de natuurbeschermers George en Joy Adamson te vragen of ze Christian in het Kora National Park in Kenia wilden plaatsen. Zij hadden gezegd dat dit gevaarlijk kon zijn, omdat de leeuw niet geaccepteerd kon worden. Dit bleek geen probleem toen John en Anthony de leeuw weer gingen opzoeken.
Christian is vooral bekend door de enthousiaste manier waarop hij zijn vroegere verzorgers (Rendall en Bourke) begroette toen ze hem in 1971 en 1973 in het natuurpark kwamen opzoeken. Het hele verhaal komt terug in de film The Lion Who Thought He Was People.